# Tomás de Carvalho

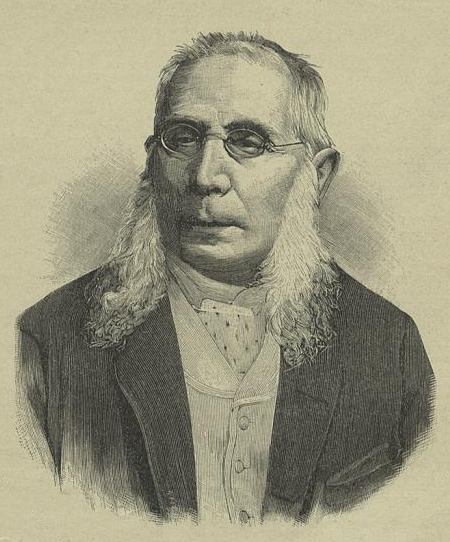
Dr. Tomás de Carvalho

Tomás de Carvalho ComSE (Porto, 24 de Dezembro de 1819 – Lisboa, 3 de Junho de 1897) foi um médico e docente de medicina português.
Nascido na Rua Chã no Porto, filho de José de Carvalho e de Rita de Cássia de Carvalho, Tomás de Carvalho doutorou-se em Medicina pela Universidade de Paris. Entusiasmado em jovem com as ideias republicanas que viriam a resultar na Segunda República Francesa, subscreveu com os demais estudantes a mensagem ao governo de Alphonse de Lamartine aquando da Revolução de Fevereiro em 1848. Regressado a Portugal, assumiu a cadeira de Anatomia da Escola Médico-Cirúrgica de Lisboa, tendo ainda ocupado o cargo de director da referida Escola e o de Enfermeiro-mor do Hospital de São José (o primeiro médico a assumir aquele cargo).
Em 1858 foi eleito deputado pelo círculo eleitoral de Macau, exercendo as funções em diversas legislaturas, e por fim, foi feito Par do Reino vitalício.
Foi ainda provedor da Santa Casa da Misericórdia, sócio efectivo da Academia Real das Ciências, vogal do Conselho Superior de Instrução Pública. Editou diversos trabalhos e colaborou ainda em vários jornais e revistas: no Zacuto e na Patria, foi redactor do Atheneu e da Gazeta Médica de Lisboa.
Morreu em 1897, na sua casa na Rua de São Roque (actual Rua da Misericórdia) em Lisboa, de uma anasarca, no contexto de uma lesão cardíaca que sofria desde longa data. Foi a sepultar no Cemitério do Alto de São João.